# 細尾天竺鯛
細尾天竺鯛（學名：Apogon leptocaulus），為輻鰭魚綱天竺鯛科天竺鯛屬下的一個種，分布於西大西洋美國佛羅里達州東南部至加勒比海南部海域，深度20至30公尺，體長可達6公分，棲息在珊瑚礁和岩礁區，屬肉食性，以小型無脊椎動物為食，夜行性，繁殖期時，雄魚具有口孵習性，卵約7日化成仔魚，由雄魚吐出，具短暫的仔魚飄浮期。